# Tanguy Ngombo
Tanguy Alban Harrys Ngombo, a volte indicato come Targuy Ngombo (in arabo تانجوى نجومبو‎?; Brazzaville, 18 luglio 1989), è un cestista qatariota con cittadinanza della Repubblica del Congo.

## Carriera
Ha iniziato a giocare nell'Inter Club Brazzaville, per poi passare dal 2006 all'Al-Rayyan Sports Club. Gioca per la nazionale qatariota.
È stato selezionato al Draft NBA 2011 dai Dallas Mavericks ma non ha mai giocato in NBA.

## Data di nascita
Nel corso degli anni la FIBA ha indicato come sua data di nascita sia il 1989, sia il 1984. Al Draft NBA 2011 è stato indicato il 1989; tuttavia i media statunitensi hanno più volte sollevato il problema della veridicità della sua età: se fosse nato nel 1984 sarebbe stato infatti ineleggibile per il Draft.